# Goniostixis macariodes
Goniostixis macariodes là một loài bướm đêm trong họ Noctuidae.